# Lei de Proteção à Imigração e Refugiados
A Lei de Proteção à Imigração e Refugiados (em inglês: Immigration and Refugee Protection Act) ou IRPA é uma lei do Parlamento do Canadá, aprovada em 2001, que substituiu a Lei da Imigração de 1976 como a principal legislação federal que regulamenta a imigração no Canadá.
A lei entrou em vigor em 28 de junho de 2002. Em controvérsia, o governo não conseguiu implementar um componente da legislação que teria implementado uma Divisão de Apelação de Refugiados como parte do sistema de imigração do Canadá.
A lei criou uma estrutura de altíssimo nível, detalhando as metas e diretrizes estabelecidas pelo governo canadense em relação à imigração para o Canadá por residentes estrangeiros. Os Regulamentos de Imigração e Proteção a Refugiados (IRPR) especificam como as disposições da IRPA devem ser aplicadas.
Partes da lei são administradas pela Agência de Serviços de Fronteira do Canadá.